# Johann Georg von Hahn
|Johann Georg von Hahn (Frankfurt del Main, 1811 - Jena, 1869) era un diplomàtic i filòleg austríac especialista en la cultura i la història d'Albània. Va ser cònsol d'Àustria a Ioannina, Siros i Atenes i és considerat el fundador dels estudis albanesos. Va aprendre albanès i va demostrar la pertinença d'aquesta llengua a la família indoeuropea.

## Obres
- "Albanesische Studien", Bd. 1-3, Jena 1854
- "Reise von Belgrad nach Salonik. Von J. G. v. Hahn, K. K. Consul für östliche Griechenland". Wien 1861, Mit 2 Karten
- "Griechische und albanesische Märchen", Bd. 1-2, Leipzig 1864, München/Berlin 1918
- "Reise durch die Gebiete von Drin und Wardar", Wien 1867